# كريستال ارين
كريستال ارين (بالإنجليزية: Crystal Warren)‏ هي كاتِبة وشاعرة جنوب أفريقية، ولدت في 1969.